# Гина Каус
Гина Каус (на немски: Gina Kaus) е австрийска сценаристка, драматург и писателка на произведения в жанра драма, биография и любовен роман.

## Биография и творчество
Регина „Гина“ Каус, с рож. име Регина Винер, е родена на 21 октомври 1893 г. във Виена, Австрия, в семейството на финансовия брокер Макс Винер. Учи в девическо училище. През 1913 г. се омъжва за виенския музикант Йозеф Цирнер, но той умира през 1915 г. на бойното поле през Първата световна война. Живее при семейството на съпруга си, но после става любовница на банкера Йозеф Кранц, който я осиновява с цел финансова сигурност и тя ноки фамилията Цирнер-Кранц.
През 1920 г. се омъжва за писателя Ото Каус. През 1924 г. двамата се преместват в Берлин, където основават женски консултативен център и списанието „Die Mutter“. Развеждат се през 1926 г. Имат двама сина – Ото и Петер.
Първата ѝ комедия „Diebe im Haus“ (Крадци в къщата) е с премиера през 1917 г. във Виенския „Императорски театър“.
Първият ѝ роман „Der Aufstie“ (Възходът) е издаден през 1921 г. Той печели наградата „Теодор Фонтане“ (на името на писателя Теодор Фонтане). Тя става много активна участничка в кръга на литературните интелектуалци в Берлин и Виена. Сприятелява се с австрийските писатели Карл Краус и Ото Сойка, кръга около Франц Блей – Франц Верфел, Херман Брох, Милена Йесенска и Роберт Музил. Присъства и на частните семинари на приятеля си, психолога Алфред Адлер.
През 1933 г. книгите ѝ са унищожени от националсоциалистите в публични изгаряния. Същата година романът ѝ „Die Schwestern Kleh“ (Сестрите Клей) е публикуван в Амстердам. През 1935 г. биографичната ѝ книга „Katharina die Große“ (Катарина Велика) става бестселър в САЩ.
През 30-те години живее известно време и в Лондон и във Виена. След „Австрийския аншлус“, на 14 март 1938 г., заедно със синовете си и новия си партньор, адвоката Едуард Фришауер, емигрира от Виена през Цюрих в Париж и в Южна Франция. В Париж пише два сценария от пиесата си „Затвор без решетки“ и романа „Сестрите Клей“, По тях са екранизирани популярните филми „Prison sans barreaux“ и „Conflict“ с участието на Корин Лушар.
След избухването на Втората световна война през септември 1939 г. емигрира в САЩ и след кратък престой в Ню Йорк се установява в Холивуд. Пише основно сценарии и се връща във Виена чак през 1948 г. и посещава Берлин през 1951 г.
През 1956 г. романът ѝ от 1940 г. „Der Teufel nebenan“ (Дяволът в съседство) е екранизиран във филма „Дяволът в коприна“ от режисьора Ролф Хансен с участието на Лили Палмър и Курт Юргенс.
Гина Каус умира през декември 1985 г. в Лос Анджелис, Калифорния, САЩ.

## Произведения

### Самостоятелни романи
- Der Aufstieg (1920)
- Die Verliebten (1928)
- Die Überfahrt / Luxusdampfer (1932)
- Morgen um Neun (1932)
- Die Schwestern Kleh (1933)
- Der Teufel nebenan (1940)

### Пиеси
- Diebe im Haus (1917)
- Der lächerliche Dritte (1926)
- Toni – Eine Schulmädchenkomödie in zehn Bildern (1927)
- Gefängnis ohne Gitter (1936)
- Schrift an der Wand (1937)
- Whisky und Soda (1937)
- Die Nacht vor der Scheidung (1937)

### Документалистика
- Katharina die Große (1935)
- Und was für ein Leben...mit Liebe und Literatur, Theater und Film (1979) – автобиография

### Екранизации
- Luxury Liner (1933) – по „Die Überfahrt“
- Prison sans barreaux (1938) – по пиесата „Затвор без решетки“
- Conflict (1938) – по романа „Сестрите Клей“
- Prison Without Bars (1938) – по пиесата „Затвор без решетки“
- Charlie Chan in City in Darkness (1939) – по пиесата „Die Nacht vor der Scheidung“
- Western Mail (1942) – история
- The Night Before the Divorce (1942) – по пиесата „Die Nacht vor der Scheidung“
- The Wife Takes a Flyer (1942) – история
- They All Kissed the Bride (1942) – история
- Isle of Missing Men (1942) – по пиесата „White Lady“
- Blazing Guns (1943) – история
- Camino del infierno (1946) – история
- Her Sister's Secret (1946) – по „Die Schwestern Kleh“
- Julia Misbehaves (1948) – адаптация
- The Red Danube (1949) – сценарий
- Three Secrets (1950) – разказ „Rock Bottom“
- We're Not Married! (1952) – история
- All I Desire (1953) – история
- The Robe (1953) – адаптация
- Devil in Silk (1956) – по „Der Teufel nebenan“
- Alfred Hitchcock Presents (1956) – 1 епизод
- The Night of the Storm (1957) – история
- Das Schloß in Tirol [de] (1957) – история
- Schlitz Playhouse of Stars (1957) – 1 епизод
- Geu yeojaui joiga anida (1959), novel
- Der Tag danach (1965) – история
- Die skandalösen Frauen (1993) – по „Die Schwestern Kleh“